# Peștera Lichtenstein
Peștera Lichtenstein, descoperită în 1972, este un sit arheologic situat în apropiere de Dorste, Saxonia Inferioară, Germania. Are o lungime de 115 m. În ea au fost descoperite rămășițele scheletice ale 21 de femei și 19 bărbați, datate din epoca bronzului, în urmă cu aproximativ 3.000 de ani. În plus, au fost găsite în jur de 100 de obiecte de bronz (cercei, brățări și inele) și piese ceramice asociate Culturii câmpurilor de urne.

## Teste ADN
Rămășițele scheletice au fost supuse unor teste asupra ADN-ului mitocondrial și a cromozomului Y, publicate de Universitatea din Göttingen. Rezultatele Y-STR sunt date în tabelul de mai jos:
| HT | 393 | 390 | 19   | 391  | 385a | 385b | 439  | 389i | 392 | 389ii | 437 | 438 | Σ | Hg   |
| -- | --- | --- | ---- | ---- | ---- | ---- | ---- | ---- | --- | ----- | --- | --- | - | ---- |
| Y1 | 13  | 25  | 16   | 11   | 13   | 17   | 11   | 12   | 11  | 28    | 15  | 10  | 6 | I2b2 |
| Y2 | 13  | 25  | 15   | 11   | 13   | 17   | 11   | 12   | 11  | 27    | 15  | 10  | 3 | I2b2 |
| Y3 | 13  | 23  | 14   | 11   | 11   | 14   | 12   | 13   | 13  | 29    | 15  | 12  | 1 | R1b  |
| Y4 | -   | -   | (17) | (11) | -    | -    | (11) | 12   | -   | -     | -   | 10  | 1 | I2b2 |
| Y5 | 13  | 25  | 15   | 11   | 11   | (13) | 11   | 13   | 11  | 30    | 14  | 11  | 2 | R1a  |
| Y6 | 13  | 24  | 16   | 11   | 13   | 17   | 11   | 12   | 11  | 28    | 15  | 10  | 3 | I2b2 |
| nd | -   | -   | -    | -    | -    | -    | -    | -    | -   | -     | -   | -   | 3 | -    |

() = alelă cu atribuire neclară; nd = nedeterminat
Locuitorii peșterii Lichtenstein erau preponderent șateni, mai rar bruneți sau roșcați. Culoarea ochilor era cel mai des albastră, uneori căpruie.